# Banco Credicoop
Banco Credicoop S.A. é o maior banco de propriedade cooperativa na Argentina. O então Banco Crédito Cooperativo foi fundado em 19 de fevereiro de 1979.